# Bogdănița
Bogdănița è un comune della Romania di 1 561 abitanti, ubicato nel distretto di Vaslui, nella regione storica della Moldavia. 
Il comune è formato dall'unione di 7 villaggi: Bogdănița, Cepești, Cîrțibași, Coroiești, Rădăești, Schitu, Tunsești.